# Hermann Berens
Hermann Johann Berens (ur. 7 kwietnia 1826 w Sztokholmie, zm. 9 maja 1880 w Hamburgu) – szwedzki kompozytor i pedagog muzyczny.

## Życiorys
Studia odbywał między innymi pod kierunkiem Carla Czernego. Przez wiele lat zajmował stanowisko dyrektora opery i profesora konserwatorium w Sztokholmie. Duże zasługi położył jako pionier muzyki kameralnej. Pedagogiczna literatura fortepianowa zawdzięcza mu szereg pozycji między innymi Etiudy op. 61, 70, 88 i Sonatiny op. 81.